# Делано, Дайан
Дайан Делано (англ. Diane Delano; 29 января 1957, Лос-Анджелес, Калифорния, США — 13 декабря 2024, Шерман-Окс, Лос-Анджелес) — американская характерная актриса.
С 1983 по 2024 год исполнила более 130 ролей в кино и на телевидении, в том числе в фильмах «Миля чудес», «Лунатики», «Дикая река», «Джиперс Криперс 2», «Игры джентльменов», «Плетёный человек», эпизодах сериалов «Сент-Элсвер», «Фэлкон Крест», «Мэтлок», «Тридцать-с-чем-то», «Кто здесь босс?», «Квантовый скачок», «Женаты… с детьми», «Новая семейка Аддамс», «Дарма и Грег», «Скорая помощь», «Новая Жанна Д’Арк», «Клиент всегда мёртв», «Отчаянные домохозяйки», «Держись, Чарли!», «Волшебники из Вэйверли Плэйс», «Бывает и хуже», «Майк и Молли», «Кей Си. Под прикрытием», «Две девицы на мели» и других.
Наибольшую известность Делано принёс персонаж Бобби Гласс в драмеди канала The WB «Лучшие» (1999—2001), а также ряд второстепенных ролей в других телепроектах: Ронда Васек в «Законе Лос-Анджелеса» (1987), Барбара Семански в «Северной стороне» (1991—1995), Банни Хопсеттер в «Шоу Эллен» (2001) и Хильда Ван Бено в «Днях нашей жизни» (2008—2009).
Умерла 13 декабря 2024 года от рака у себя дома в Шерман-Оксе, Лос-Анджелес, в возрасте 67 лет.

## Избранная фильмография
| Год  | Русское название             | Оригинальное название           | Роль                           | Примечания                              |
| ---- | ---------------------------- | ------------------------------- | ------------------------------ | --------------------------------------- |
| 1983 | Сердце, как колесо           | Heart Like a Wheel              | сестра Ширли                   |                                         |
| 1986 | Мальчик-крыса                | Ratboy                          | Аврора                         |                                         |
| 1988 | Миля чудес                   | Miracle Mile                    | стюардесса                     |                                         |
| 1992 | Лунатики                     | Sleepwalkers                    | полицейский                    |                                         |
| 1994 | Дикая река                   | The River Wild                  | рейнджер                       |                                         |
| 1998 | Тонкая розовая линия         | The Thin Pink Line              | сержант Дот Дженкинс           |                                         |
| 2000 | Шоссе 395                    | Highway 395                     | Вайлет                         |                                         |
| 2001 | Теория классного досуга      | The Theory of the Leisure Class | духовный целитель              |                                         |
| 2002 | Вне этих комнат              | Out of These Rooms              | Клодетт                        |                                         |
| 2003 | Могучий ветер                | A Mighty Wind                   | ведьма № 2                     |                                         |
| 2003 | Джиперс Криперс 2            | Jeepers Creepers 2              | водитель автобуса Бэтти Борман |                                         |
| 2004 | Игры джентльменов            | The Ladykillers                 | девушка в горах                |                                         |
| 2004 | Клиент всегда мёртв          | Six Feet Under                  | Тери                           | Эпизод: «Terror Starts at Home»         |
| 2006 | Чистая полночь               | Midnight Clear                  | Труди                          |                                         |
| 2006 | Плетёный человек             | The Wicker Man                  | сестра Бич                     |                                         |
| 2006 | Школа сёрфинга               | Surf School                     | Тилли                          |                                         |
| 2006 | Отчаянные домохозяйки        | Desperate Housewives            | Донна                          | Эпизод: «Everybody Says Don’t»          |
| 2007 | Выбор Коннора                | Choose Connor                   | Лара Коннор                    |                                         |
| 2010 | Держись, Чарли!              | Good Luck Charlie               | безумная собака                | Эпизод: «Charlie Is 1»                  |
| 2011 | Волшебники из Вэйверли Плэйс | Wizards of Waverly Place        | тренер Пенни                   | Эпизод: «Everything’s Rosie for Justin» |
| 2012 | Тёмная звезда пустоты        | Dark Star Hollow                | диспетчер рейнджерской станции | подготовка производства                 |
| 2013 | Танцевальная лихорадка!      | Shake It Up                     | медсестра Барбара              | Эпизод: «Remember It Up»                |
| 2015 | Две девицы на мели           | 2 Broke Girls                   | офицер Стэнли                  | Эпизод: «And the Crime Ring»            |